# Кокс, Томас
Томас Кокс (англ. Thomas Cox, 1912—1939) — ирландский шахматист.
Чемпион Ирландии 1937 и 1938 гг.
Победитель Лейнстерского чемпионата 1936, 1937 и 1938 гг.
Победитель Кубка капитана Уондсуорта 1936 и 1937 гг.
Победитель побочного соревнования международного турнира в Ноттингеме (1936 г.).
В 1939 г. был включен в состав сборной Ирландии для участия в шахматной олимпиаде в Буэнос-Айресе, однако не смог поехать в Аргентину в связи с резким ухудшением состояния здоровья. Некролог датирован 9 октября 1939 г.